# 페더럴스버그 에이스
페더럴스버그 에이스(Federalsburg A's)는 미국 메릴랜드주 페더럴스버그를 연고지로 했던 마이너 리그 베이스볼 팀이다. 1937년부터 1941년까지, 1946년부터 1949년까지 클래스 D 수준의 이스턴 쇼어 리그에 참가했으며, 1939년에는 정규 시즌 우승을 차지했다. '에이스'(A's)라는 명칭은 비슷한 의미의 '애슬레틱스'(Athletics)와 "리틀 에이스"(Little A's)라는 명칭과 번갈아 사용되다가 마지막 시즌이었던 1949년에는 '페즈'(Feds)라는 명칭을 사용했다. 홈구장은 페더럴 파크였으며, 1937년부터 1941년까지, 1946년부터 1948년까지 필라델피아 애슬레틱스 산하의 마이너 리그 팀으로 존재했다.

## 역대 주요 선수
- 더키 데트웨일러 (1939~1940, 1947~1949), (1948, 감독)
- 벅 에치슨 (1949)
- 진 허먼스키 (1939~1940)
- 조지 헤네시 (1938)
- 짐 히긴스 (1938)
- 새미 홀브룩 (1938~1939)
- 루 크라우스 시니어 (1946, 감독)
- 월트 매스터스 (1939)
- 찰리 모스 (1938, 감독)
- 딕 멀리건 (1940)
- 바니 무실 (1938–1939)
- 론 노시 (1939)
- 토니 파리스 (1940)
- 펩 램버트 (1947, MGR)
- 조 룰로 (1939~1940)
- 짐 셸레 (1939)
- 엘머 발로 (1939)
- 잭 월리사 (1939)
- 스파이더 윌헬름 (1947~1948)